# Why Don't You Love Me
"Why Don't You Love Me" je píseň americké R&B zpěvačky-skladatelky Beyoncé. Píseň pochází z jejího třetího alba I Am… Sasha Fierce. Produkce se ujali producenti Bama Boyz a Beyoncé.

## Hitparáda
| Žebříček  | Příčka |
| --------- | ------ |
| Slovensko | 44     |
| Anglie    | 51     |
| Austrálie | 73     |